# Mikhail Gvozdev
Pour les articles homonymes, voir Gvozdev.
Mikhaïl Spiridonovitch Gvozdev (en russe : Михаи́л Спиридо́нович Гво́здев), né vers 1700 et mort après 1759, est un géodésien militaire russe.
Il commande une expédition dans le nord de la Sibérie en 1732 et est le premier européen à apercevoir la côte de l'Alaska,.

## Biographie
Après les voyages de Daniel Gottlieb Messerschmidt, d'Ivan Yevreinov et Fyodor Luzhin, de Vitus Béring, Martin Spangberg et Alekseï Tchirikov, il est chargé, avec le navigateur Ivan Fedorov, de rejoindre l'expédition d'Afanassi Chestakov. Mais, lorsqu'ils arrivent au Kamtchatka, Chestakov est tué le 14 mars 1730 dans un combat entre les Tchouktches et les Koriaks, en tentant de s'interposer.
A l'été 1732, rejoint par le timonier Kondrati Moshkov, ancien de l'équipage de Béring, ils décident de poursuivre l'expédition à bord du Sviatoi Gavriil (Saint-Gabriel) resté en rade à Nijné-Kamtchatsk. Ils voyagent ainsi vers le cap Dejnev, le point le plus oriental de l'Asie. De là, après avoir reconstitué l'approvisionnement en eau le 5 août, et trois tentatives avortées en raison du mauvais temps, le Sviatoi Gavriil s'avance vers l'est et s'approche du continent américain au Cap Prince-de-Galles où les explorateurs jettent l'ancre le 21 août. Gvozdev et Fiodorov cartographient la côte nord-ouest de l'Alaska et achèvent ainsi la découverte du détroit de Béring.
Fedorov meurt le 12 février 1733. Après avoir rédigé un rapport qui, bien que remis le 22 juin 1733 à la chancellerie du port d'Okhotsk, sera perdu plus tard avec le journal de bord, Gvozdev est arrêté et emprisonné à Tobolsk en 1735 après une dénonciation dont la teneur est inconnue, d'un matelot du Sviatoi Gavriil. Libéré en 1738, en 1741-1742, il participe à une expédition dirigée par Alexey Shelting et cartographie la plupart des rives ouest et sud de la mer d'Okhotsk, ainsi que la rive est de Sakhaline.
En 1743, il rejoint la deuxième expédition Béring et rédige pour Spangberg, un rapport sur son voyage avec Fedorov.
Un cap sur Sakhaline porte son nom.